# Amastus zischkai
Amastus zischkai là một loài bướm đêm thuộc phân họ Arctiinae, họ Erebidae.